# Lasionycta subfumosa
Lasionycta subfumosa es una especie de mariposa nocturna de la familia Noctuidae.
Habita en Norteamérica, desde la isla Victoria y la isla de Banks en los Territorios del Noroeste hasta las montañas Darby en la península de Seward, en Alaska.
Es una especie diurna. Los adultos vuelan desde finales de junio hasta julio.
- Datos: Q6493471
- Multimedia: Lasionycta subfumosa / Q6493471
- Especies: Lasionycta subfumosa